# 껌미현
껌미현(베트남어: Huyện Cẩm Mỹ / 縣錦美)은 베트남 동나이성의 농촌 현이다. 2003년 현재, 이 현의 인구는 148,823명이고, 면적은 468km2의 지역을 포함한다. 현청은 롱자오에 있다. 2003년 롱카인현의 일부와 쑤언록현의 일부를 기반으로 신설된 현이다.

## 지리
껌미현은 467.95 km2의 면적을 가지고 있으며, 동나이성의 자연 면적의 7.99%를 차지한다.  

껌미현은 동나이성의 동쪽에 위치해 있다. 북쪽으로는 롱카인 시사와 경계를 접하고, 북서쪽으로는 쑤언록현과 접경을 한다. 동쪽으로는 롱타인현과 경계를 접하고 동북쪽에는 통녓현이 있다. 남쪽에는 바리어붕따우성의 쩌우독이 있으며, 남서부 방면으로는 바리어붕따우성의 쑤옌목현과 경계를 접한다.

## 행정 구역
껌미현에는 13개의 사가 있다.

### 사
- 롱자오 (Xã Long Giao / 隆交社)
- 바오빈 (Xã Bảo Bình / 保平社)
- 럼산 (Xã Lâm San / 林山社)
- 년응이어 (Xã Nhân Nghĩa / 仁義社)
- 송년 (Xã Sông Nhạn / 瀧雁社)
- 송라이 (Xã Sông Ray / 瀧來社)
- 트어득 (Xã Thừa Đức / 承德社)
- 쑤언바오 (Xã Xuân Bảo / 春保社)
- 쑤언동 (Xã Xuân Đông / 春東社)
- 쑤언드엉 (Xã Xuân Đường / 春堂社)
- 쑤언미 (Xã Xuân Mỹ / 春美社)
- 쑤언꾸에 (Xã Xuân Quế / 春貴社)
- 쑤언떠이 (Xã Xuân Tây / 春西社)

## 교통
껌미현은 롱카인 시사에서 1번 고속도로로 연결되어 있으며, 바리어를 통과하는 56번 고속도로가 있다.
- 껌미현의 지역 번호판은 60-B6를 사용한다.